# ATP Wellington
Das ATP-Turnier von Wellington (offiziell BP National Championships) war ein Herren-Tennisturnier, das von 1988 bis 1992 in der neuseeländischen Hauptstadt Wellington ausgetragen wurde. Gespielt wurde auf Outdoor-Hartplätzen. Die Veranstaltung wurde in der ersten Woche im Januar veranstaltet und galt, da auf demselben Belag gespielt wurde, als gute Vorbereitung für die Australian Open.

## Geschichte
Das Turnier lief zuletzt im Rahmen der ATP World Series, der Vorgängerserie der ATP Tour 250. In der Saison 1993 wurden die BP National Championships durch das Turnier in Doha im Tourkalender der ATP Tour ersetzt. Es wurde noch drei weitere Jahre als Challenger-Event veranstaltet, bis das Turnier 1996 endgültig eingestellt wurde.

## Siegerliste
Im Einzel ist es keinem Spieler gelungen, das Turnier mehr als einmal zu gewinnen. Allerdings konnte der Neuseeländer Kelly Evernden als einziger Spieler sowohl den Einzel- als auch den Doppelbewerb für sich entscheiden; er ist auch der einzige einheimische Turniersieger. Im Doppel ist der Venezolaner Nicolás Pereira mit zwei Siegen Rekordtitelträger. Bei den Challenger-Austragungen gewann Byron Black je einmal im Einzel und Doppel.

### Einzel
| Jahr | Sieger           | Finalgegner        | Finalergebnis            |
| ---- | ---------------- | ------------------ | ------------------------ |
| 1995 | Brett Steven     | Martin Damm        | 6:3, 6:3                 |
| 1994 | Todd Woodbridge  | Hendrik Dreekmann  | 6:3, 6:3                 |
| 1993 | Byron Black      | Tommy Ho           | 6:4, 4:6, 6:1            |
| 1992 | Jeff Tarango     | Alexander Wolkow   | 6:1, 6:0, 6:3            |
| 1991 | Richard Fromberg | Lars Jonsson       | 6:1, 6:4, 6:4            |
| 1990 | Emilio Sánchez   | Richey Reneberg    | 6:73, 6:4, 4:6, 6:4, 6:1 |
| 1989 | Kelly Evernden   | Shūzō Matsuoka     | 7:5, 6:1, 6:4            |
| 1988 | Ramesh Krishnan  | Andrei Tschesnokow | 6:77, 6:0, 6:4, 6:3      |

### Doppel
| Jahr | Sieger                             | Finalgegner                    | Finalergebnis |
| ---- | ---------------------------------- | ------------------------------ | ------------- |
| 1995 | Mark Knowles Daniel Nestor         | Tommy Ho Kenny Thorne          | 1:6, 6:4, 7:6 |
| 1994 | Martin Blackman Kenny Thorne       | Sandon Stolle Simon Youl       | 6:7, 6:3, 6:4 |
| 1993 | Paul Annacone Byron Black          | Mark Knowles Roger Smith       | 6:2, 7:6      |
| 1992 | Jared Palmer Jonathan Stark        | Michiel Schapers Daniel Vacek  | 6:3, 6:3      |
| 1991 | Luiz Mattar Nicolás Pereira (2)    | John Letts Jaime Oncins        | 4:6, 7:6, 6:2 |
| 1990 | Kelly Evernden Nicolás Pereira (1) | Sergio Casal Emilio Sánchez    | 6:4, 7:6      |
| 1989 | Peter Doohan Laurie Warder         | Rill Baxter Glenn Michibata    | 3:6, 6:2, 6:3 |
| 1988 | Dan Goldie Rick Leach              | Broderick Dyke Glenn Michibata | 6:2, 6:3      |